# Beleg van Amiens
Het Beleg van Amiens was de laatste grote slag in de Hugenotenoorlogen, het vond plaats van 13 mei tot 25 september 1597. Na het beleg werd de Vrede van Vervins getekend.

## Achtergrond
Na de moord op koning Hendrik III van Frankrijk in 1589 steunde koning Filips II van Spanje openlijk de Heilige Liga en Karel I van Bourbon. Toen Karel I een jaar later stierf, schoof Filips II zijn dochter Isabella als troonkandidate naar voor en mengde zich op het strijdtoneel. Hendrik van Navarra bekeerde zich tot het katholicisme, deed zijn intrede als koning Hendrik IV in 1594 in Parijs en begon aan de herovering van het land. Nadat hij het oosten onder controle had gekregen, kon hij zich toeleggen op het noorden.

## Beleg
Met een list had de Spaanse legeraanvoerder Hernando Tello Porto Carrero op 11 maart 1597 de stad Amiens ingenomen. Hendrik IV kon op weinig steun rekenen van zijn eigen bevolking, maar kreeg steun van de Engelse en Zwitserse protestanten, dankzij de Triple Alliantie (1596).
Het Beleg van Amiens is een schoolvoorbeeld van het gebruik van de circumvallatielinie en de contravallatielinie. Porto Carrero zat opgesloten in de stad en het hulpleger onder leiding van Peter Ernst I van Mansfeld kon de stad niet bereiken. Op 4 september 1597 sneuvelde Porto Carrero en werd hij vervangen door Girolamo Caraffa. Peter Mansfeld trok zich terug en Girolamo Caraffa gaf zich op 25 september 1597 over.

## Gevolg
Picardië was nu in handen van de Franse koning. Restte nog de bevolking te overtuigen van zijn geloofwaardigheid. Op 13 april 1598 werd het Edict van Nantes ondertekend, een edict in verband met de geloofsovertuiging. Met de Vrede van Vervins erkende Filips II, Hendrik IV als koning van Frankrijk.
De Spaans-Engelse Oorlog en de Tachtigjarige Oorlog gingen onverminderd door.